# Juan Bautista Villalba
Juan Bautista Villalba   (Luque, 29 d'agost de 1924 - 18 d'abril de 2003) fou un futbolista paraguaià de la dècada de 1940.
Fou 14 cops internacional amb la selecció del Paraguai.
Pel que fa a clubs, defensà els colors de Gral. Aquino, Sportivo Luqueño, CA Huracán, Boca Juniors (Cali) i Olimpia.